# Nouveau Don Quichotte
Nowy Don Kiszot czyli Sto szaleństw. Krotochwila we trzech aktach wierszem, ze śpiewami est une comédie en trois actes écrite par Aleksander Fredro en 1822.

## Histoire
La version finale de la pièce a probablement été écrite en 1822. Il s'agit d'une version remaniée et élargie de la première comédie de Fredro, Intryga naprędce de 1815. À l'origine, la pièce devait être mise en scène en 1822 à Varsovie grâce aux efforts de Ludwik Osiński et à la musique de Karol Kurpiński, mais en raison d'un certain nombre de problèmes (perte de la cargaison, décès de l'acteur principal, retards dans la composition de la musique, problèmes avec la censure), cette mise en scène ne s'est pas concrétisée.
La pièce est jouée pour la première fois à Lviv en avril 1824, mais pas à Varsovie avant 1827. La pièce est imprimée pour la première fois dans le deuxième volume de l'édition complète de 1826 des œuvres de Fredro (pp. 101-190). Vers 1840, Stanisław Moniuszko utilise le contenu de la pièce comme livret de son opérette, tandis qu'en 1890, Zygmunt Noskowski en écrit la musique. Aux XXe et XXIe siècles, la pièce a été mise en scène au moins 22 fois, dont trois fois au Théâtre de la télévision - en 1958 (dir. Maryna Broniewska), en 1960 (dir. Bogdan Trukan) et en 1990 (dir. Barbara Borys-Damięcka), et deux fois au Théâtre de la radio polonaise - en 1951 (dir. Irena Byrska) et en 1980 (dir. Jerzy Rakowiecki),.